# Troy Stetina
Troy Stetina (* 16. November 1963) ist ein US-amerikanischer Gitarrenlehrer, der etwa 35 Gitarren-Lehrbücher, CDs und Videos sowie drei Solo-CDs veröffentlicht hat.
Er war ursprünglich Leiter des Rockgitarren-Studiums im Konservatorium von Wisconsin und Autor für das Magazin GuitarOne und gibt nun selbständig Unterricht.
Er entwickelte als Jugendlicher Interesse für Hard-Rock-Titanen der späten 1970er Jahre wie Rush, Led Zeppelin und KISS. Außerdem beschäftigte er sich mit den Lead-Guitar-Techniken von Van Halen. Kurz nach seinem 18. Geburtstag beschloss Troy, in New Mexico Astrophysik zu studieren, entdeckte aber sehr bald sein Talent im Unterrichten. In den späten 1980er Jahren veröffentlichte er zwei sehr erfolgreiche Lehrbücher über Heavy Metal. 
Noch im selben Jahr begab sich der junge Virtuose auf das Konservatorium von Wisconsin in Milwaukee. Nachdem er Direktor des Rockgitarren-Bereichs geworden war, verließ er die Ausbildungsstätte in den frühen 1990er Jahren, um Schallplatten aufzunehmen und zu produzieren. Nachdem er drei vollständige Alben aufgenommen und für andere Künstler produziert hatte, beschloss er, mehr Zeit mit seiner Frau Shauna (Joan) Joyce, die auch als Sängerin mit ihm zusammenarbeitete, und seinen zwei Söhnen Zack und Jeremy zu verbringen. 
Er ist zurzeit (zusammen mit Mark Tremonti von Alter Bridge) mit dem Projekt The Troy Stetina Project beschäftigt.